# 103 (liczba)
103 (sto trzy) – liczba naturalna następująca po 102 i poprzedzająca 104.

## W matematyce
- 103 jest dwudziestą siódmą liczbą pierwszą, następującą po 101 i poprzedzającą 107[1]
- 103 jest większą z liczb bliźniaczych (101, 103)[2][3]
- 103 jest liczbą wesołą[4]
- 103 jest liczbą bezkwadratową[5]
- 103 jest liczbą deficytową[6]
- 103 nie jest liczbą palindromiczną, czyli liczbą czytana w obu kierunkach, w pozycyjnych systemach liczbowych od bazy 2 do bazy 32
- 103 należy do jednej trójki pitagorejskiej (103, 5304, 5305).

## W nauce
- liczba atomowa lorensu (Lr)
- galaktyka NGC 103
- planetoida (103) Hera
- kometa krótkookresowa 103P/Hartley

## W kalendarzu
103. dniem w roku jest 13 kwietnia (w latach przestępnych jest to 12 kwietnia). Zobacz też co wydarzyło się w roku 103, oraz w roku 103 p.n.e.